# Northern Football Alliance
 "Northern Alliance" omdirigeres hertil. For den afghanske militære alliance, se Den Nordlige Alliance.
Northern Football Alliance er en fodboldliga i North East England og Cumbria i England for amatørhold. Ligaen består af tre divisioner, Premier Division med 16 hold, Division One med 11 hold og Division Two med 16 hold. Divisionerne befinder sig på niveau 11-13 i ligasystemet i engelsk fodbold.
Vinderen af Premier Division kan rykke op i Northern League Division Two. De bedst placerede hold i Division One og Two bliver rykket op i henholdsvis Premier Division og Division One, mens lavest placerede hold i Division Two kan blive nedrykket til North Northumberland League Division One eller Tyneside Amateur League Division One, afhængig af holdets geografiske placering.
Northern Football Alliance blev grundlagt i 1890 som en liga bestående af én division med syv hold. I 1926 blev den til 2. division af North Eastern League, men den blev udskilt igen i 1935. Ligaen lukkede i 1964 på grund af mangel på hold men blev gendannet blot én sæson senere, i 1965-66.
I 1988 fusionerede Northern Amateur League og Northern Combination League med Northern Football Alliance under sidstnævntes navn, hvorved det nuværende format med tre divisioner opstod.

## Mestre

### 1890-1988
I perioden 1926-35 fungerede ligaen som 2. division i North Eastern League.
| Northern Football Alliance 1890–1938 |                             |
| Sæson                                | Mestre                      |
| 1890–91                              | Sunderland A                |
| 1891–92                              | Shankhouse                  |
| 1892–93                              | Sunderland A                |
| 1893–94                              | Sunderland A                |
| 1894–95                              | Sunderland A                |
| 1895–96                              | Sunderland A                |
| 1896–97                              | Hebburn Argyle              |
| 1897–98                              | Newcastle United A          |
| 1898–99                              | Jarrow                      |
| 1899–1900                            | Willington Athletic         |
| 1900–01                              | Newcastle United A          |
| 1901–02                              | Newcastle United A          |
| 1902–03                              | Morpeth Harriers            |
| 1903–04                              | Wallsend Park Villa         |
| 1904–05                              | Willington Athletic         |
| 1905–06                              | Willington Athletic         |
| 1906–07                              | North Shields Athletic      |
| 1907–08                              | North Shields Athletic      |
| 1908–09                              | Blyth Spartans              |
| 1909–10                              | Willington Athletic         |
| 1910–11                              | Newburn                     |
| 1911–12                              | Newburn                     |
| 1912–13                              | Blyth Spartans              |
| 1913–14                              | Ashington                   |
| 1914–15                              | Spen Black & Whites         |
| Ingen turneringer i 1915–19          |                             |
| 1919–20                              | Annfield Plain              |
| 1920–21                              | Chopwell Institute          |
| 1921–22                              | Felling Colliery            |
| 1922–23                              | Annfield Plain              |
| 1923–24                              | Birtley                     |
| 1924–25                              | Ashington Reserves          |
| 1925–26                              | Chilton Colliery Recreation |
| 1926–27                              | Consett                     |
| 1927–28                              | Washington Colliery         |
| 1928–29                              | North Shields               |
| 1929–30                              | Walker Celtic               |
| 1930–31                              | Chopwell Institute          |
| 1931–32                              | Crawcrook Albion            |
| 1932–33                              | Eden Colliery Welfare       |
| 1933–34                              | Throckley Welfare           |
| 1934–35                              | Newbiggin West End          |
| 1935–36                              | Hexham Town                 |
| 1936–37                              | Stakeford Albion            |
| 1937–38                              | Alnwick Town                |

| Northern Football Alliance 1938–1988 |                             |
| Sæson                                | Mestre                      |
| 1938–39                              | Newcastle United A          |
| Ingen turneringer i 1940–45          |                             |
| 1946–47                              | Newburn                     |
| 1947–48                              | Hexham Hearts               |
| 1948–49                              | Cramlington Welfare         |
| 1949–50                              | West Sleekburn              |
| 1950–51                              | Cramlington Welfare         |
| 1951–52                              | Newburn                     |
| 1952–53                              | Whitley Bay Athletic        |
| 1953–54                              | Whitley Bay Athletic        |
| 1954–55                              | Amble                       |
| 1955–56                              | Ashington Reserves          |
| 1956–57                              | Amble                       |
| 1957–58                              | Newcastle United A          |
| 1958–59                              | Amble                       |
| 1959–60                              | Amble                       |
| 1960–61                              | Amble                       |
| 1961–62                              | Newburn                     |
| 1962–63                              | Alnwick Town                |
| 1963–64                              | Alnwick Town                |
| Ingen turnering i 1964–65            |                             |
| 1965–66                              | Alnwick Town                |
| 1966–67                              | Bedlington Colliery Welfare |
| 1967–68                              | Alnwick Town                |
| 1968–69                              | Alnwick Town                |
| 1969–70                              | Alnwick Town                |
| 1970–71                              | Alnwick Town                |
| 1971–72                              | Alnwick Town                |
| 1972–73                              | Marine Park                 |
| 1973–74                              | Marine Park                 |
| 1974–75                              | South Shields Mariners      |
| 1975–76                              | South Shields               |
| 1976–77                              | Wallington                  |
| 1977–78                              | Brandon United              |
| 1978–79                              | Brandon United              |
| 1979–80                              | Guisborough Town            |
| 1980–81                              | Percy Main Amateurs         |
| 1981–82                              | Percy Main Amateurs         |
| 1982–83                              | Darlington Cleveland Bridge |
| 1983–84                              | Morpeth Town                |
| 1984–85                              | Dudley Welfare              |
| 1985–86                              | Gateshead Tyne Sports       |
| 1986–87                              | West Allotment Celtic       |
| 1987–88                              | Seaton Terrace              |

### 1988-2011
I 1988 blev ligaen udvidet med Division One og Division Two som konsekvens af fusionen med Northern Amateur League og Northern Combination League.
| Northern Football Alliance 1988–2011 |                           |                        |                                |
| Sæson                                | Premier Division          | Division One           | Division Two                   |
| 1988–89                              | Seaton Terrace            | Ashington Premier      | Blyth Kitty Brewster           |
| 1989–90                              | Seaton Delaval Amateurs   | Westerhope Hillheads   | Heaton Corner House            |
| 1990–91                              | West Allotment Celtic     | Blyth Kitty Brewster   | Procter & Gamble               |
| 1991–92                              | West Allotment Celtic     | Carlisle City          | St Columbas                    |
| 1992–93                              | Seaton Delaval Amateurs   | Longbenton             | Amble Town                     |
| 1993–94                              | Morpeth Town              | Amble Town             | Ashington Hirst Progressive    |
| 1994–95                              | Newcastle Benfield Park   | Amble Town             | Walker Ledwood                 |
| 1995–96                              | Seaton Delaval Amateurs   | Gosforth Bohemians     | Walbottle Masons               |
| 1996–97                              | Lemington Social          | Ryton                  | Northbank                      |
| 1997–98                              | West Allotment Celtic     | Shankhouse             | Coxlodge Social Club           |
| 1998–99                              | West Allotment Celtic     | Percy Main Amateurs    | Amble Vikings                  |
| 1999–2000                            | West Allotment Celtic     | Coxlodge Social Club   | Harraby Catholic Club          |
| 2000–01                              | Walker Central            | Amble Vikings          | Wallington                     |
| 2001–02                              | West Allotment Celtic     | Bedlington Terriers A  | Haydon Bridge                  |
| 2002–03                              | Newcastle Benfield Saints | Chopwell Top Club      | Blyth Town                     |
| 2003–04                              | West Allotment Celtic     | Heddon                 | Alnmouth                       |
| 2004–05                              | Shankhouse                | Alnmouth               | Ashington Colliers             |
| 2005–06                              | Team Northrumbia          | Wallsend               | Whitley Bay A                  |
| 2006–07                              | Harraby Catholic Club     | Gillford Park Spartans | Westerhope                     |
| 2007–08                              | Walker Central            | Wark                   | Killingworth YPC               |
| 2008–09                              | Walker Central            | Killingworth YPC       | Amble United                   |
| 2009–10                              | Harraby Catholic Club     | Gateshead Rutherford   | North Shields Athletic         |
| 2010–11                              | Ponteland United          | Hebburn Reyrolle       | Newcastle Chemfica Independent |